# Mario Cavallari
Mario Cavallari (* 13. Dezember 1878 in Portomaggiore; † 16. Juli 1960) war ein italienischer Rechtsanwalt, Politiker und Antifaschist.

## Leben
Nach Abschluss seines Jurastudiums an der Universität Bologna kehrte Mario Cavallari in seine Heimatstadt Portomaggiore zurück, wo er der Sozialistischen Partei Italiens beitrat und Stadtrat wurde. 1913 wurde er als Abgeordneter in die 24. Legislaturperiode des Königreichs Italien gewählt. ZU Beginn des Ersten Weltkrieges meldete er sich als Freiwilliger und verteidigte bei dieser Gelegenheit als Anwalt einige Soldaten in einem Prozess vor dem Militärgericht. Am Ende des Konflikts kehrte er nach Ferrara zurück und verteidigte 1921 einige Antifaschisten, die wegen der Ereignisse vom 20. Dezember 1920 in der Nähe des Castello Estense angeklagt waren.
Später wurde er mehrmals von den Faschisten angegriffen und hielt sich daher von öffentlichen Aktivitäten fern, bis er am Tag nach dem Sturz Mussolinis, eine Kundgebung in der Stadt abhielt. Er wurde verhaftet, überlebte aber und kehrte nach der Befreiung nach Ferrara zurück. Das CLN von Ferrara ernannte ihn zu seinem Präsidenten. Damals erhielt er einen Brief von seinem alten Freund Renzo Ravenna, einem ehemaligen Bürgermeister der Stadt, der Jude war und ebenfalls von den Faschisten verfolgt wurde. Ravenna vertraute sich ihm an und erzählte ihm von seiner Liebe zur Stadt Ferrara und von der Situation, in der er sich befand.
Bei den Wahlen von 1948 kandidierte er für die Abgeordnetenkammer, wurde aber nicht gewählt und zog sich dann endgültig aus der Politik zurück, obwohl er dem sozialistischen Umfeld stets verbunden blieb.